# 南関町立南関第四小学校
南関町立南関第四小学校（なんかんちょうりつなんかんだいよんしょうがっこう）は、熊本県玉名郡南関町大字上坂下にある公立の小学校。

## 概要
歴史
1872年（明治5年）創立。現校名となったのは1955年（昭和30年）。2022年（令和4年）に創立150周年を迎えた。
校訓
「かしこく、やさしく、あかるく、つよく」
学校教育目標
「意欲的に学び、自立に向かう子どもの育成」
校章
桜の花弁を背景にして、中央に「小」の文字を配している。
校歌
通学区域
南関町のうち「大字上坂下、下坂下、四ツ原、豊永の一部（西豊永区の来光寺・東豊永区の尾田・国道3・国道4）」。中学校区は南関町立南関中学校。

## 沿革
- 1872年（明治5年） - 富田小源太の自宅で寺子屋式教育を開始。
- 1873年（明治6年）- 村役場の移転に伴い、跡地に「公立坂下小学校」（さかした）が開校。
- 1874年（明治7年）- 坂下上北小学校が創立。
- 1882年（明治15年）- 坂下小学校から上坂下小学校が分離。
- 1886年（明治19年）- 小学校令施行により、尋常科（4年制）を設置の上、「尋常坂下小学校」に改称。上坂小学校を統合の上、「上坂支校」（分校）とする。
- 1889年（明治22年）4月 - 町村制施行により、玉名郡2村（上坂下・下坂下）が合併し「坂下村」が発足。
- 1892年（明治25年）4月 - 向村分校を統合の上「坂下尋常小学校」となる。上坂支校が上坂下尋常小学校として独立。
- 1906年（明治39年）4月 - 高等科（2年制）を併置の上、「坂下尋常高等小学校」（尋常科4年・高等科2年）に改称。
- 1908年（明治41年）4月 - 改正小学校令により、尋常科（義務教育年限）が4年制から6年制に改められる。従来の高等科1・2年を尋常科5・6年に改めるため、高等科を廃止の上、「坂下尋常小学校」（尋常科6年）に改称。
- 1915年（大正4年）4月 - 高等科（2年制）を併置の上、「坂下尋常高等小学校」（尋常科6年・高等科2年）に改称。
- 1924年（大正13年）- 高等科を坂下公民学校[3]に統合の上、「坂下尋常小学校」（尋常科6年）に改称。
- 1925年（大正14年）- 上坂下尋常小学校を統合。
- 1935年（昭和10年）- 青年学校令施行により、公民学校が青年学校に改称。
- 1941年（昭和16年）4月1日 - 「玉名郡坂下村坂下国民学校」に改称。尋常科を初等科に改める。
- 1947年（昭和22年）4月1日 - 学制改革が行われる（六・三制の実施）。
  - 国民学校初等科は、新制小学校「坂下村立坂下小学校」に改組・改称。
  - 国民学校高等科は青年学校普通科とともに、新制中学校「坂下村立坂下中学校」に改組・改称。小学校に併設される。
- 1951年（昭和26年）4月 - 併設の坂下中学校が隣村の米富村立米富中学校と統合の上、「米富村坂下村組合立岱北中学校」となる。
- 1955年（昭和30年）
  - 4月1日 - 坂下村が南関町に合併したため、「南関町立南関第四小学校」（現校名）に改称。
  - 9月1日 - 南関町立南関第五小学校の閉校に伴い、四ツ原地区の児童が転入。
- 1937年（昭和12年）- 平屋であった裏校舎を2階建てに改築。講堂が完成。
- 1980年（昭和55年）- 鉄筋コンクリート造新校舎が完成。
- 2009年（平成21年）4月 - 2学期制を開始[1]。
- 2012年（平成24年）- 体育館を改築。

## 交通アクセス
最寄りのバス停留所
- 九州産交バス 「坂下（南関）」停留所

最寄りの幹線道路
- 福岡県道・熊本県道3号大牟田植木線

## 周辺
- 南関町給食センター
- 南関町南集会所
- 坂下郵便局
- 諏訪神社
- 坂下阿蘇神社
- 内田川